# Gran Ducat de Baden
El Gran Ducat de Baden (en alemany: Großherzogtum Baden) va ser un estat històric del sud-oest d'Alemanya, a la vora del Rin. Va existir entre el 1806 i el 1918.

## Història
Els senyors de Baden es van beneficiar del desmembrament de Suàbia i van ser elevats a la dignitat del Marcgraviat de Baden el 1112, amb la qual cosa van assumir el seu lloc com una de les quatre dinasties més importants del sud d'Alemanya, conjuntament amb els Habsburgs, els Wittelsbach i els Württemberg. Baden va ser fragmentat entre 1190-1503, 1515-1620 i 1622-1771, si bé en les èpoques de 1415-1503, 1604-20 i 1666-1771 només hi va haver dues branques actives.
Després del 1771 l'única branca supervivent va retenir l'autoritat completa, i a canvi de fer-li concessions a Napoleó Bonaparte, va ser elevat a la dignitat d'Electorat el 1803, i posteriorment a gran ducat el 1806. Baden com a estat unificat va ser reconegut com a membre sobirà de la Confederació Germànica pel Congrés de Viena el 1814-1815.
Frederic I (1852-1907), qui es va acostar a Prússia, va ajudar a la formació de l'Imperi Alemany. L'últim gran duc de Baden, Frederic II, va abdicar el 1918. El 1919, Baden va cessar de ser un Gran Ducat i es va convertir en un Land de l'Imperi Alemany.